# Контролна табла за веб-хостинг
Контролна табла за веб-хостинг је интернет апликација коју пружају сервиси услуга веб-хостинга, и која омогућава корисницима да управљају својим серверима и хостованим услугама.
Контролне табле за веб-хостинг обично укључују следеће модуле:
- Веб сервер (нпр. Апачи HTTP сервер, NGINX, Internet Information Services)
- Сервер система имена домена
- Мејл сервер и филтер за нежељену пошту
- Сервер протокола за пренос датотека
- База података
- Менаџер датотека
- Монитор система
- Софтвер за анализу веб дневника
- Заштитни зид
- phpMyAdmin

## Софтвер
Неки од контролних панела за веб-хостинг су:
- cPanel
- DirectAdmin
- InterWorx
- ISPConfig
- Plesk
- Webmin
- Ajenti
- My20i